# Stilpnochlora nanna
Stilpnochlora nanna är en insektsart som beskrevs av Emsley 1970. Stilpnochlora nanna ingår i släktet Stilpnochlora och familjen vårtbitare. Inga underarter finns listade i Catalogue of Life.